# دیمیتری ایوانوویچ دالگوروکف

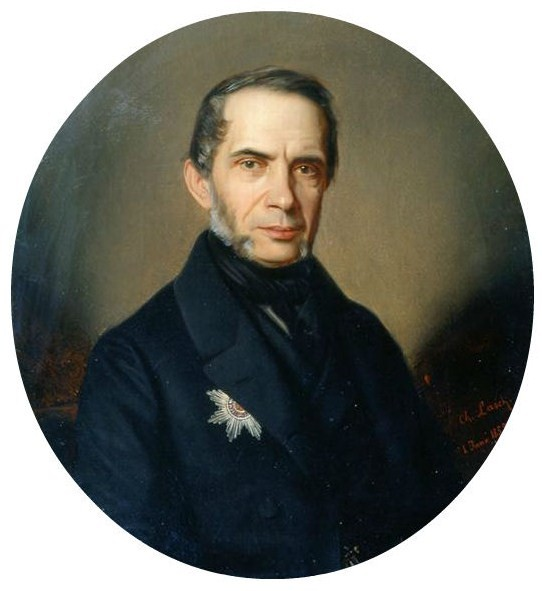
کنیاز دالگورکی

دیمیتری ایوانوویچ دالگوروکف (۱۷۹۷–۱۸۶۷)، که در متن‌های فارسی بیشتر به کنیاز دالگورکی مشهور است، دیپلمات و سناتور روس بود.
او در خانواده اشرافی و مشهور دالگوروکف زاده شد و به همین دلیل نام او اغلب با عنوان اشرافی کنیاز همراه است.
او تحصیلات خود را در دانشگاه مسکو انجام داد و سپس به خدمت دولت درآمد. در ۱۸۱۹ به وزارت امور خارجه روسیه پیوست و مدتی دبیر سفارت روسیه در استانبول بود. بعد ماموریت‌هایی در رم، لندن، مادرید و لاهه انجام داد. در ۱۸۴۵ با سمت وزیرمختار روسیه به تهران رفت. در جریان جنگ کریمه موفق شد ناصرالدین شاه را در این جنگ بی‌طرف نگه دارد.
کنیاز دالگورکی در سال ۱۸۵۴ سناتور شد.
او در ۱۸۶۷ در مسکو درگذشت و در گورستان دونسکوی این شهر دفن شد.